# Denderleeuw
Denderleeuw è un comune belga situato nella regione fiamminga.
Il territorio comunale comprende le seguenti località:
- Denderleeuw
- Iddergem
- Welle

## Amministrazione

### Gemellaggi
Denderleeuw è gemellata con:
- Romania Rupea dal 1989[2]